# Orłowo (Gdyně)
Orłowo (kašubsky Òrłowò, německy Adlershorst, česky Orlovo) je přímořská, jižní, předměstská a rezidenční čtvrť města Gdyně, která se nachází jižně od přírodní rezervace Redlowská kopa (Rezerwat przyrody Kępa Redłowska) na pobřeží Gdaňského zálivu Baltského moře v Pomořském vojvodství v Polsku. V jižní části Orłowa je vesnické osídlení Kolibki. Orłowo je populární přímořské letovisko s písečnými plážemi.

## Turistické zajímavosti

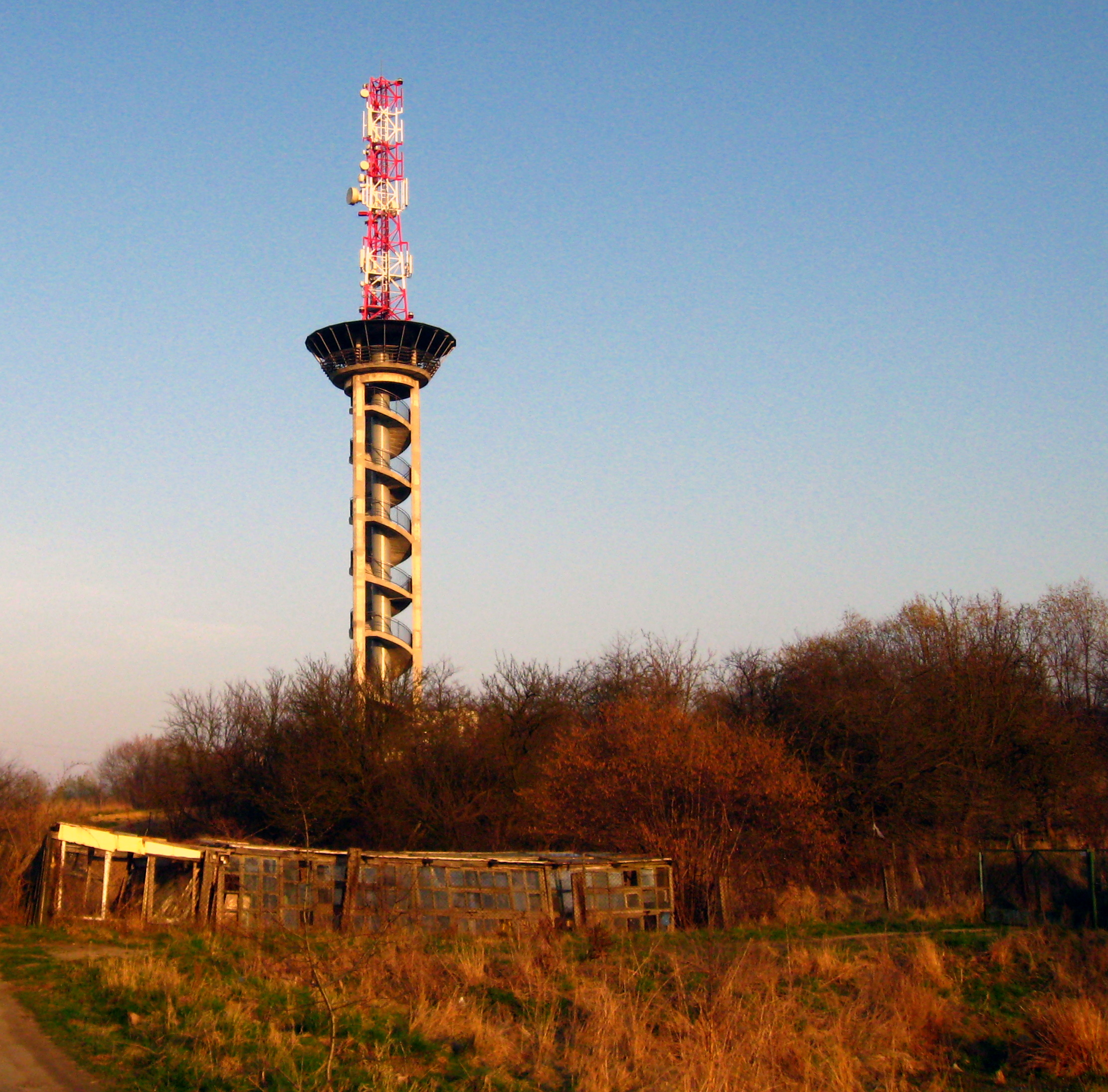
Rozhledna v Kolibkách

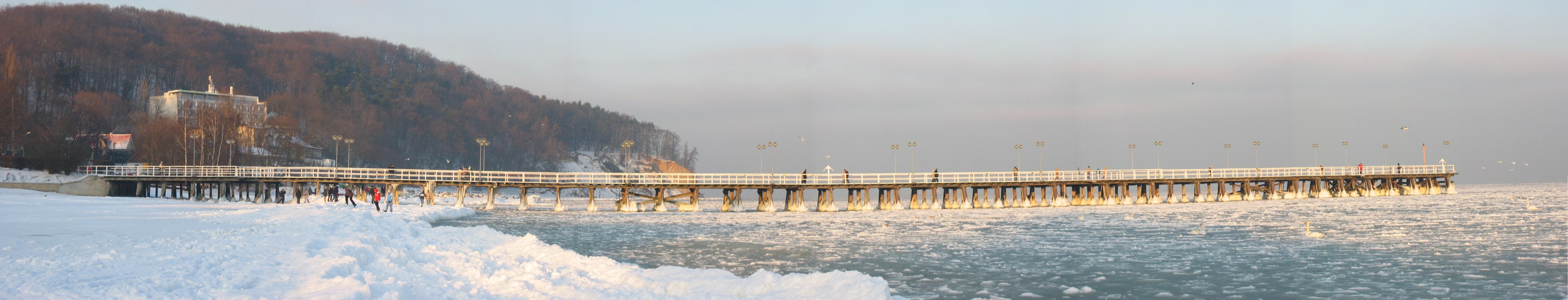
Molo w Orłowie

- Dawna restauracja Maxim - jeden z bývalých nejexkluzivnějších nočních podniků v dobách socialistické Polské lidové republiky.
- Dom zakonny Zgromadzenia Sióstr Świętej Elżbiety - klášter.
- Domek Stefana Żeromskiego - muzeum v domě, kde v roce 1920 bydlel polský spisovatel Stefan Żeromski.
- Dwór Kolibki - historický panský dvůr, stáje a dílny.
- Grota Marysieńki - jeskyně a vyhlídka na moře postavená v 17. a 19. století, která má jméno po polské královně (Maria Kazimiera de La Grange d’Arquien) nazývané Marysieňka (česky Maruška).
- Klasztor pw. Matki Bożej Wielkiego Zawierzenia - klášter.
- Molo w Orłowie - populární dřevěné molo.
- Rozhledna Kolibki (Wieża widokowa w Kolibkach) - rozhledna v Kolibkách.

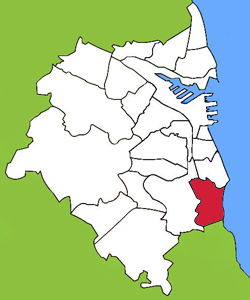

## Další informace
Severní částí Orłowa protéká řeka Kacza, střední části Potok Kolibkowski a jižní hranicí Orłowa potok Swelinia s přírodní rezervací Rezerwat przyrody Łęg nad Swelinią.
Nachází se zde vlakové nádraží Gdynia Orłowo a síť turistických a cykloturistických stezek.
Název získalo město podle rybáře Johanna Adlera, který zde roce 1829 postavil hospodu Adlershorst (česky Orlí Hnízdo). K místu se také váže legenda o pozorovaném souboji orlů ze 17. století.